# Grand Prix automobile de Malaisie 2017
GP précédent GP suivant
Le Grand Prix automobile de Malaisie 2017 (2017 Formula 1 Petronas Malaysia Grand Prix), disputé le 1er octobre 2017 sur le circuit international de Sepang, est la 971e épreuve du championnat du monde de Formule 1 courue depuis 1950, la dix-neuvième disputée à Sepang depuis 1999 et la quinzième manche du championnat 2017. C'est également la dernière édition de ce Grand Prix, le gouvernement malaisien décidant de ne plus l'organiser à partir de 2018. 
Lewis Hamilton réalise la soixante-dixième pole position de sa carrière, en battant le record du circuit de Sepang. Il n'a besoin que de sa première tentative en Q3 afin de partir en tête pour la neuvième fois de la saison. Kimi Räikkönen place sa Ferrari en première ligne, à 45 millièmes de seconde du pilote Mercedes. Les Red Bull de Max Verstappen et Daniel Ricciardo partent en deuxième ligne, devant Valtteri Bottas, cinquième, et Esteban Ocon. Sebastian Vettel semble compromettre un peu plus ses chances au championnat pilotes en partant de la dernière position sur la grille de départ puisqu'il n'a pas pu effectuer de tour rapide en Q1, affecté par une défaillance de turbocompresseur du moteur que ses mécaniciens venaient de changer.
Le Grand Prix commence par un coup de théâtre lorsque Kimi Räikkönen, affecté par un problème de batterie dans le tour de mise en grille, rentre au stand puis abandonne sans prendre le départ. Seul en première ligne, Lewis Hamilton n'a aucun problème pour passer le premier virage en tête, mais Max Verstappen, est sur un rythme plus soutenu, et au quatrième tour, dès que les pilotes sont autorisés à utiliser leur aileron arrière mobile, il porte une attaque, dépasse le leader du championnat du monde et s'échappe. Hamilton n'est jamais en mesure de suivre la cadence imposée tout au long des cinquante-six tours de la course par le Néerlandais qui, au lendemain de son vingtième anniversaire, remporte la deuxième victoire de sa carrière, plus d'un an après son succès en Espagne dû à l'abandon des deux Mercedes dans le premier tour. Daniel Ricciardo, sans avoir menacé la deuxième place d'Hamilton, complète le podium. Sebastian Vettel limite les dégâts au championnat en effectuant quinze dépassements pour finir quatrième, ce qui lui vaut d'être élu « pilote du jour ». Auteur du meilleur tour dans sa quarante-et-unième boucle, il est le pilote le plus rapide en piste et revient, dans les dix derniers tours, dans les roues de Ricciardo qui résiste à ses attaques, Vettel lâchant prise sur la fin. N'arrivant pas à suivre le rythme de ceux qui le précèdent, Valtteri Bottas termine isolé au cinquième rang devant Sergio Pérez, dernier pilote dans le même tour que le vainqueur, suivi de Stoffel Vandoorne qui égale son meilleur résultat avec une septième place. Les Williams de Lance Stroll et Felipe Massa finissent groupées, huitième et neuvième sur la ligne d'arrivée, alors qu'Esteban Ocon prend une nouvelle fois le point de la dixième place. Un étonnant incident a lieu dans le tour d'honneur quand Vettel et Stroll s'accrochent, ce dernier détruisant le train arrière de la Ferrari.
En tête du championnat pilotes, Hamilton devance désormais Vettel de 34 points, pour un total de 281 points contre 247 points pour son rival ; suivent Bottas (222 points), Ricciardo (177 points), Räikkönen (138 points), Verstappen (93 points) et Pérez (76 points). Mercedes, s'achemine vers sa quatrième couronne des constructeurs consécutive avec 503 points, soit 118 points de plus que la Scuderia Ferrari (385 points) qui devance Red Bull Racing (270 points) ; suivent Force India (133 points), Williams (65 points), Scuderia Toro Rosso (52 points), Renault (42 points), Haas (37 points), McLaren (23 points) et Sauber (5 points).

## Contexte avant le Grand Prix

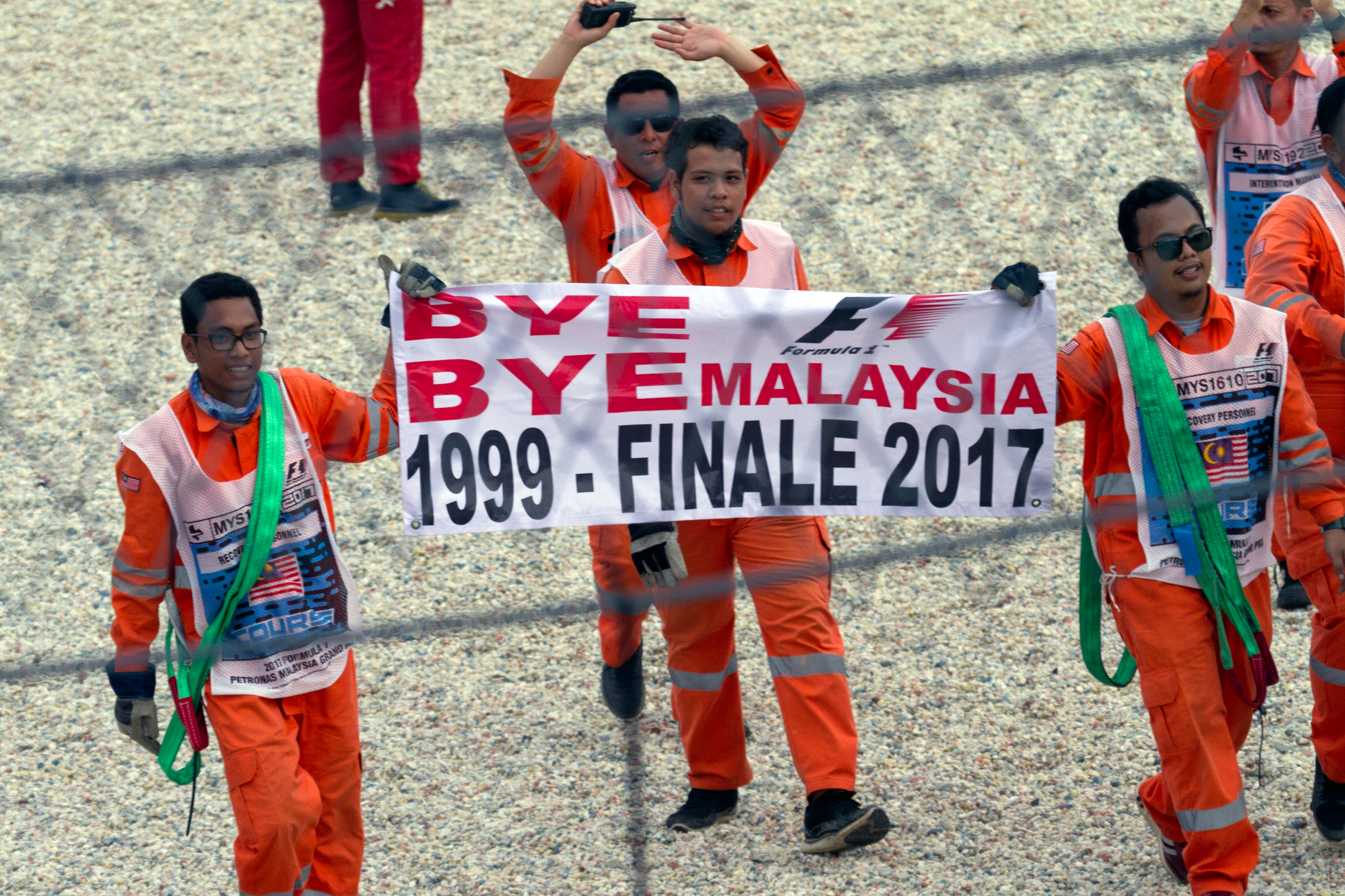
Les commissaires de piste du dernier Grand Prix automobile de Malaisie.

Cette dix-neuvième course courue depuis 1999 à Sepang est également la dernière.
Par ailleurs, le Français Pierre Gasly fait à Sepang ses débuts en Grand Prix, au sein de la Scuderia Toro Rosso, en remplacement de Daniil Kvyat.

## Pneus disponibles
| Pneus pour piste sèche | Pneus pour piste sèche | Pneus pour piste sèche | Pneus pluie    | Pneus pluie |
| ---------------------- | ---------------------- | ---------------------- | -------------- | ----------- |
| Super tendres          | Tendres                | Médiums                | Intermédiaires | Pluie       |

## Essais libres

### Première séance du vendredi
| Pos. | Pilote           | Voiture            | Chrono         | Écart     |
| ---- | ---------------- | ------------------ | -------------- | --------- |
| 1    | Max Verstappen   | Red Bull-TAG Heuer | 1 min 48 s 962 |           |
| 2    | Daniel Ricciardo | Red Bull-TAG Heuer | 1 min 49 s 719 | + 0 s 757 |
| 3    | Fernando Alonso  | McLaren-Honda      | 1 min 50 s 597 | + 1 s 635 |
| 4    | Kimi Räikkönen   | Ferrari            | 1 min 50 s 734 | + 1 s 772 |
| 5    | Sebastian Vettel | Ferrari            | 1 min 51 s 009 | + 2 s 047 |
| 6    | Lewis Hamilton   | Mercedes           | 1 min 51 s 518 | + 2 s 556 |

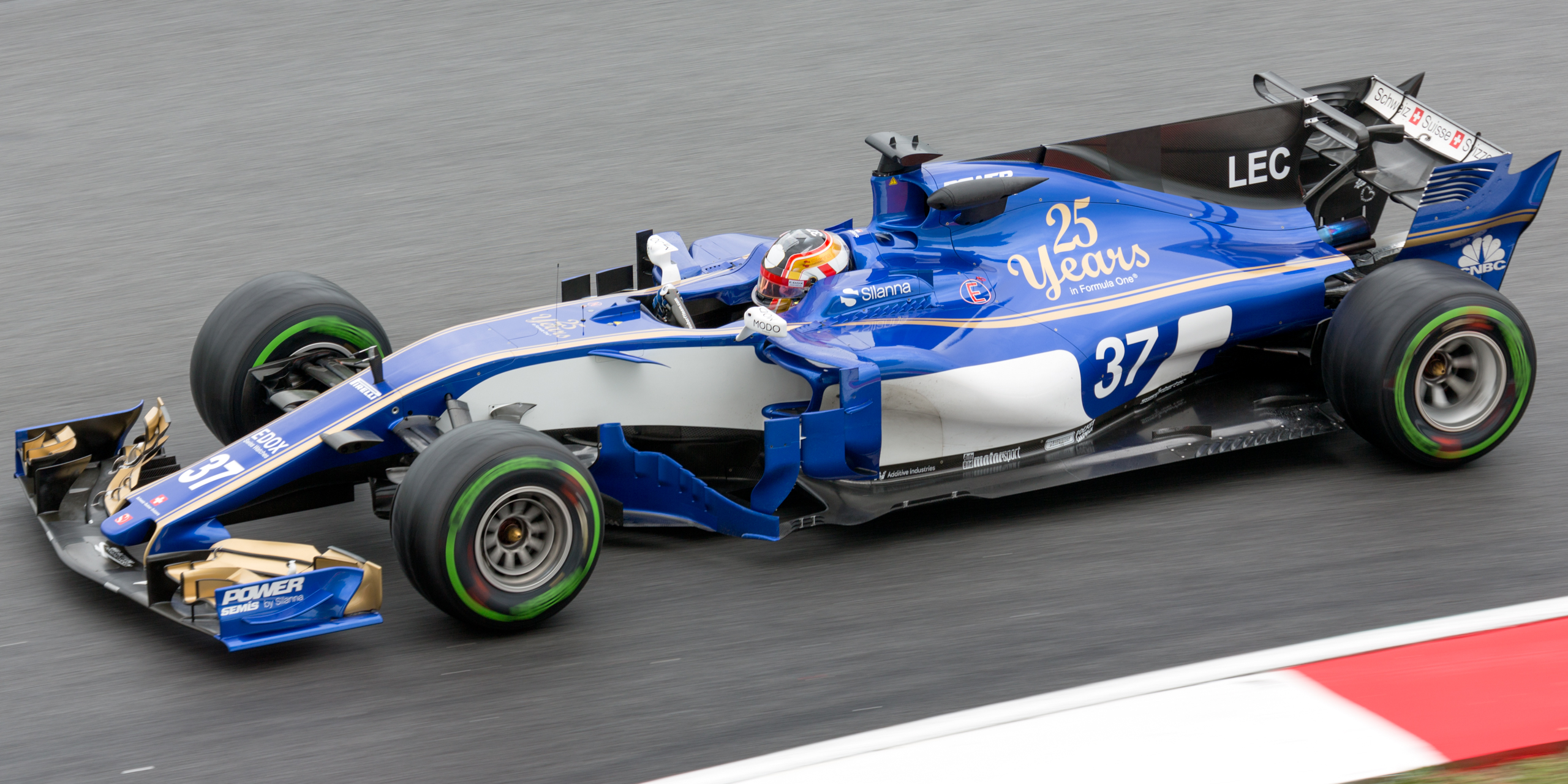
Charles Leclerc au Grand Prix automobile de Malaisie 2017.

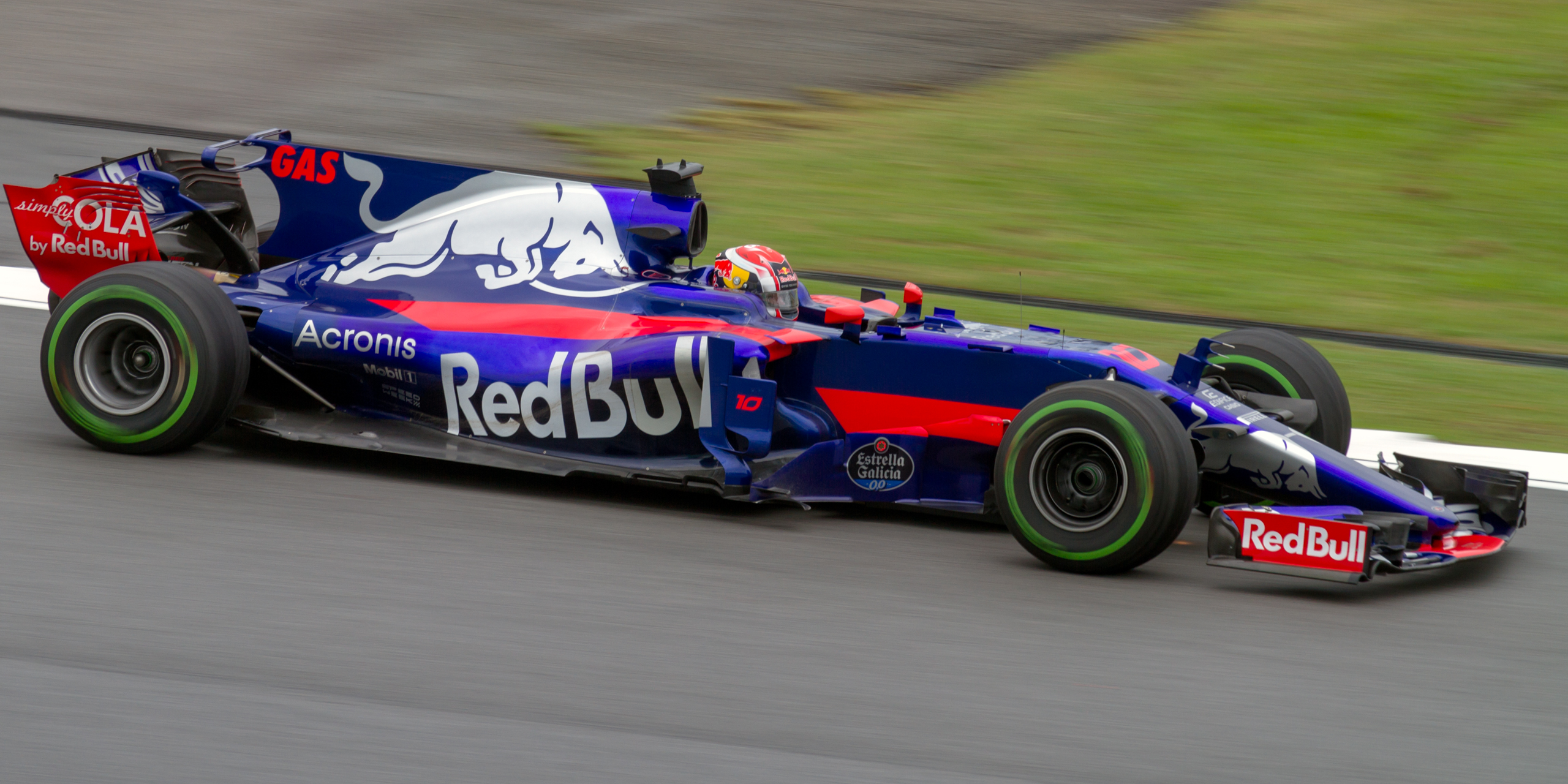
Pierre Gasly au Grand Prix automobile de Malaisie 2017.

- Le coup d'envoi de la séance est retardé de trente minutes en raison de fortes pluies et les temps sont réalisés en pneus intermédiaires, les conditions de piste s'améliorant progressivement[2].
- Le pilote russe Sergey Sirotkin remplace Nico Hülkenberg dans le baquet de la Renault R.S.17 pour cette séance ; il réalise le dixième temps, en 1 min 53 s 521[3].
- Le pilote indonésien Sean Gelael remplace Carlos Sainz Jr. au volant de la Toro Rosso STR12 ; il réalise le seizième temps, en 1 min 54 s 610 alors que Pierre Gasly, dans l'autre Toro Rosso, termine au neuvième rang, en 1 min 52 s 380[2],[4].
- Le pilote monégasque Charles Leclerc remplace Marcus Ericsson chez Sauber pour ces essais ; il les achève avec le seizième temps, en 1 min 55 s 280[2].
- Antonio Giovinazzi, pilote de réserve de Haas F1 Team, remplace Kevin Magnussen dans la Haas VF-17 ; il obtient le dix-neuvième temps, en 1 min 56 s 339[2].

### Deuxième séance du vendredi
| Pos. | Pilote           | Voiture            | Chrono         | Écart     |
| ---- | ---------------- | ------------------ | -------------- | --------- |
| 1    | Sebastian Vettel | Ferrari            | 1 min 31 s 261 |           |
| 2    | Kimi Räikkönen   | Ferrari            | 1 min 31 s 865 | + 0 s 604 |
| 3    | Daniel Ricciardo | Red Bull-TAG Heuer | 1 min 32 s 099 | + 0 s 838 |
| 4    | Max Verstappen   | Red Bull-TAG Heuer | 1 min 32 s 109 | + 0 s 848 |
| 5    | Fernando Alonso  | McLaren-Honda      | 1 min 32 s 564 | + 1 s 303 |
| 6    | Lewis Hamilton   | Mercedes           | 1 min 32 s 677 | + 1 s 416 |

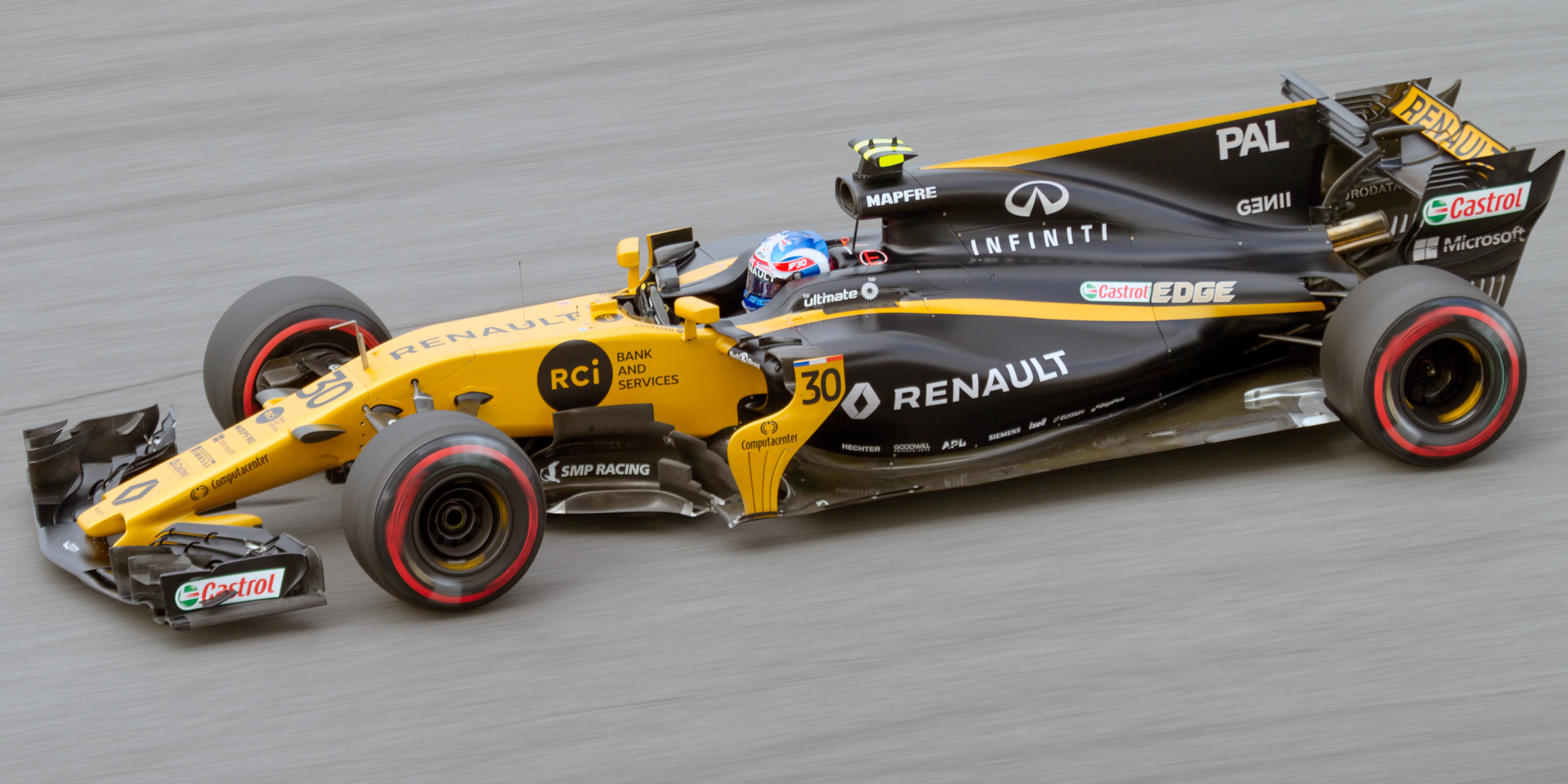
Jolyon Palmer au Grand Prix automobile de Malaisie 2017.

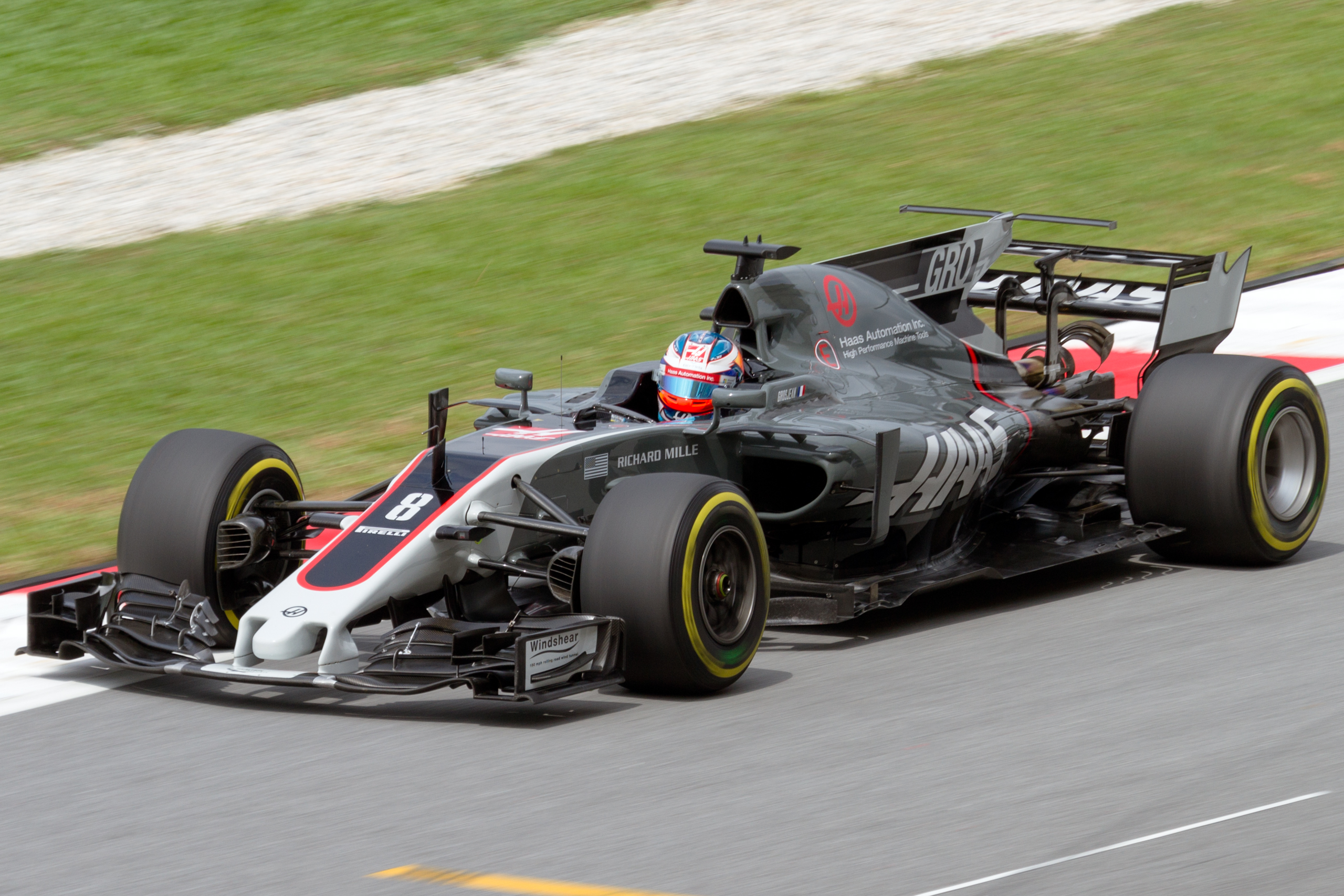
Romain Grosjean au Grand Prix automobile de Malaisie 2017.

- Le temps de Sebastian Vettel réalisé sur piste sèche avec des pneus super tendres est le nouveau record du circuit, plus rapide de 1 s 60 que la pole position de Lewis Hamilton en 2016[6],[7].
- La séance est interrompue sur drapeau rouge à vingt minutes de son terme après un accident de Romain Grosjean dans le virage no 13. En passant sur un vibreur, son pneu arrière droit est arraché par une grille d'avaloir métallique qui s'est relevée après le passage de Kimi Räikkönen ; sa voiture, devenue incontrôlable, s'écrase dans les protections[8]. Devant le danger représenté par ce problème, la deuxième session d'essais libres ne reprend pas et l'équipe est exceptionnellement autorisée par la FIA à effectuer les réparations de la monoplace au-delà des horaires officiels sans utiliser un de ses deux jokers[9],[8].

### Troisième séance, le samedi
| Pos. | Pilote           | Voiture            | Chrono         | Écart     |
| ---- | ---------------- | ------------------ | -------------- | --------- |
| 1    | Kimi Räikkönen   | Ferrari            | 1 min 31 s 880 |           |
| 2    | Sebastian Vettel | Ferrari            | 1 min 32 s 042 | + 0 s 162 |
| 3    | Daniel Ricciardo | Red Bull-TAG Heuer | 1 min 32 s 091 | + 0 s 211 |
| 4    | Valtteri Bottas  | Mercedes           | 1 min 32 s 329 | + 0 s 449 |
| 5    | Lewis Hamilton   | Mercedes           | 1 min 32 s 539 | + 0 s 659 |
| 6    | Max Verstappen   | Red Bull-TAG Heuer | 1 min 32 s 579 | + 0 s 699 |

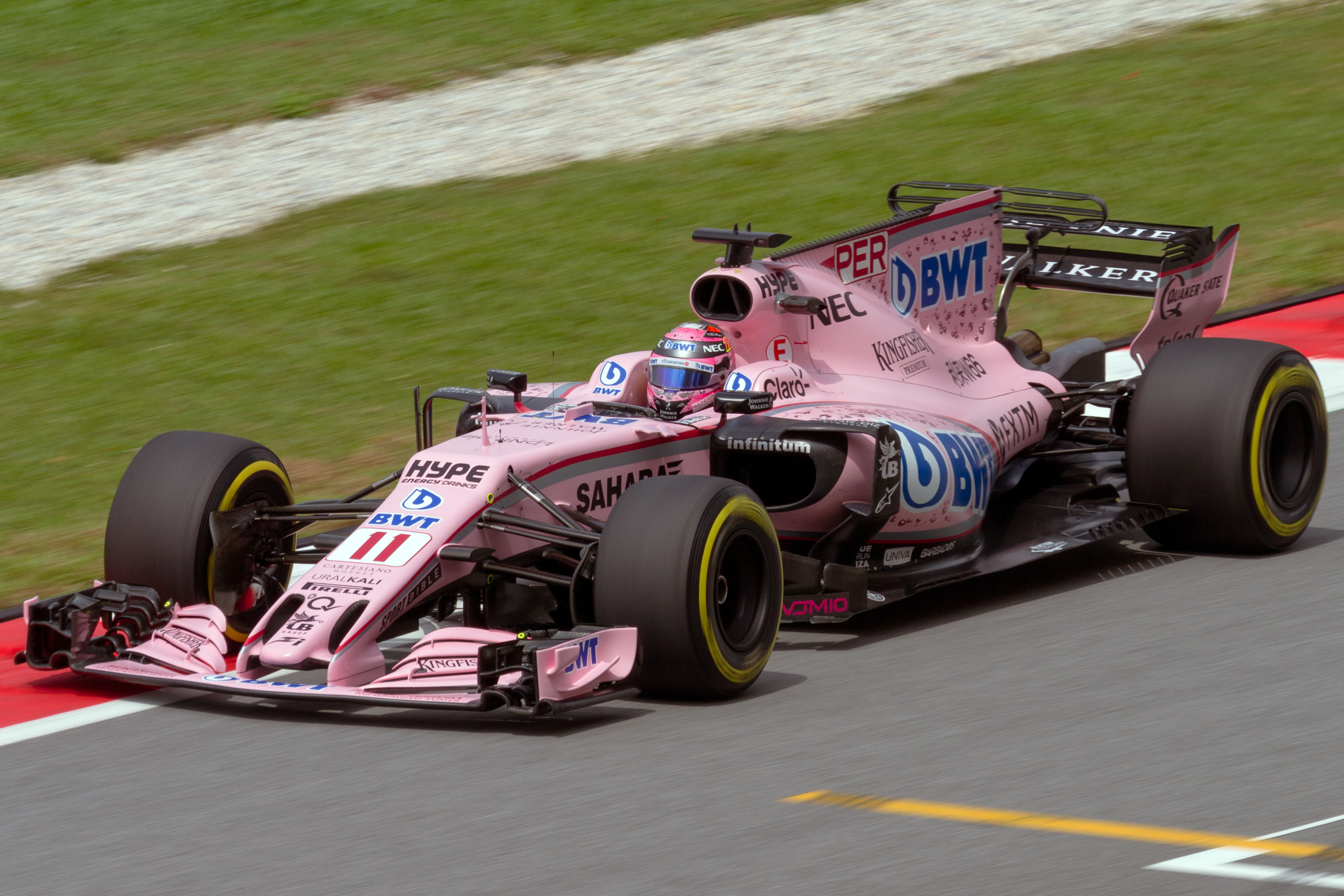
Sergio Pérez au Grand Prix automobile de Malaisie 2017.

- Sebastian Vettel termine cette séance au ralenti, bloqué en deuxième vitesse, ce qui contraint Ferrari à changer le moteur de sa SF70H avant les qualifications. Ce groupe propulseur entre dans le quota des quatre autorisés durant la saison, et il n'écope d'aucune pénalité[11].

## Séances de qualifications

### Résultats des qualifications

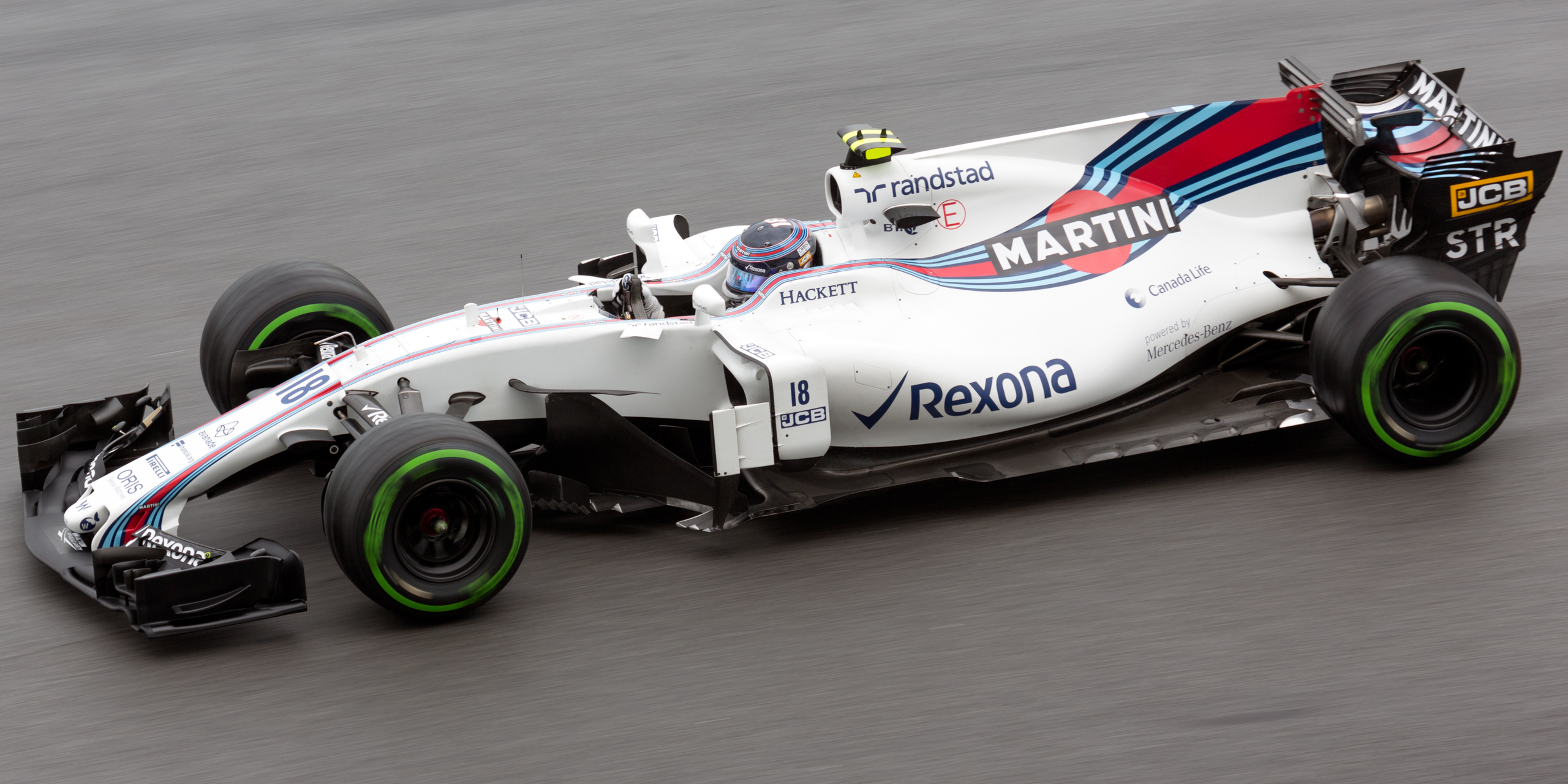
Lance Stroll au Grand Prix automobile de Malaisie 2017.

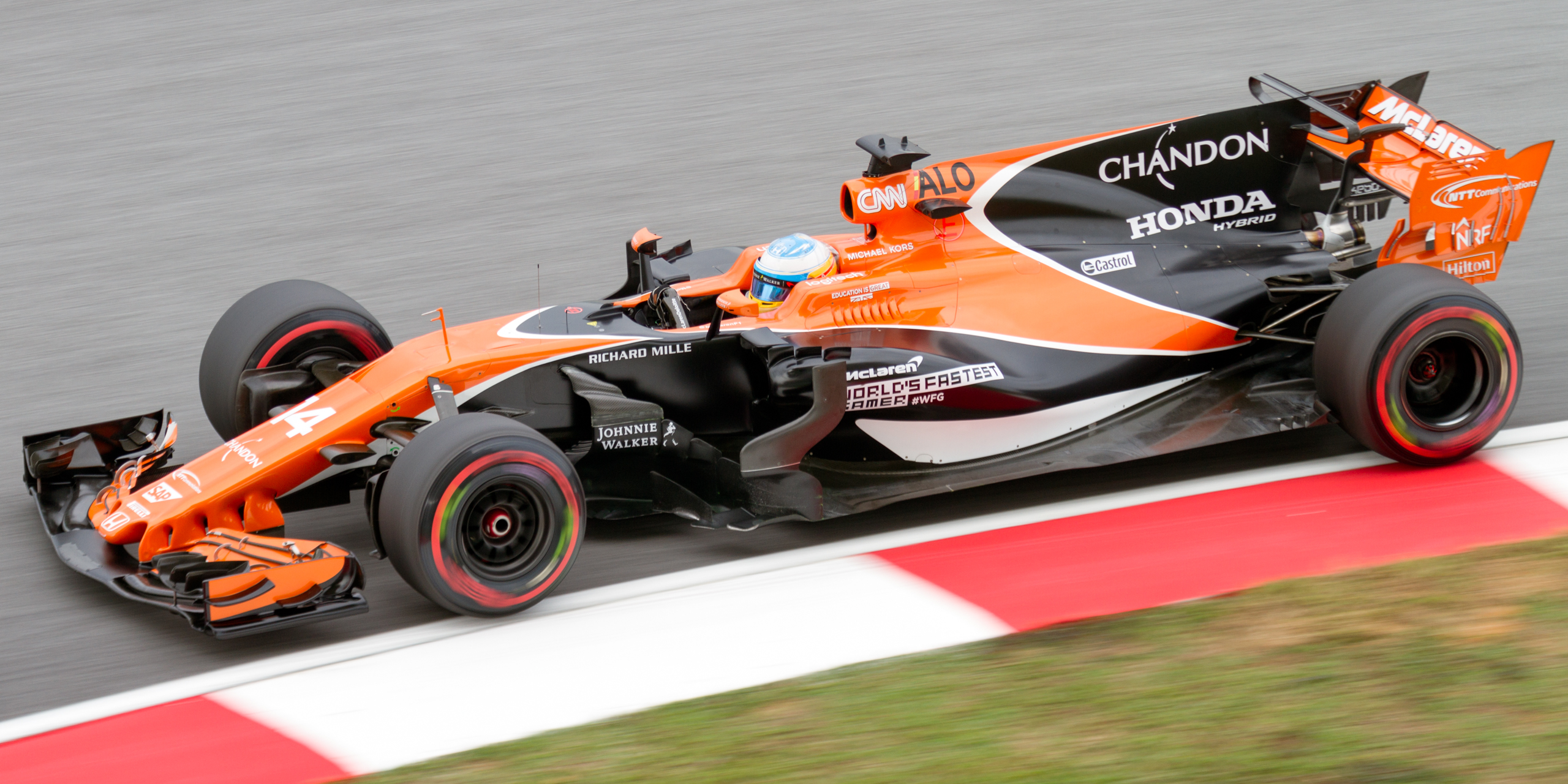
Fernando Alonso au Grand Prix automobile de Malaisie 2017.

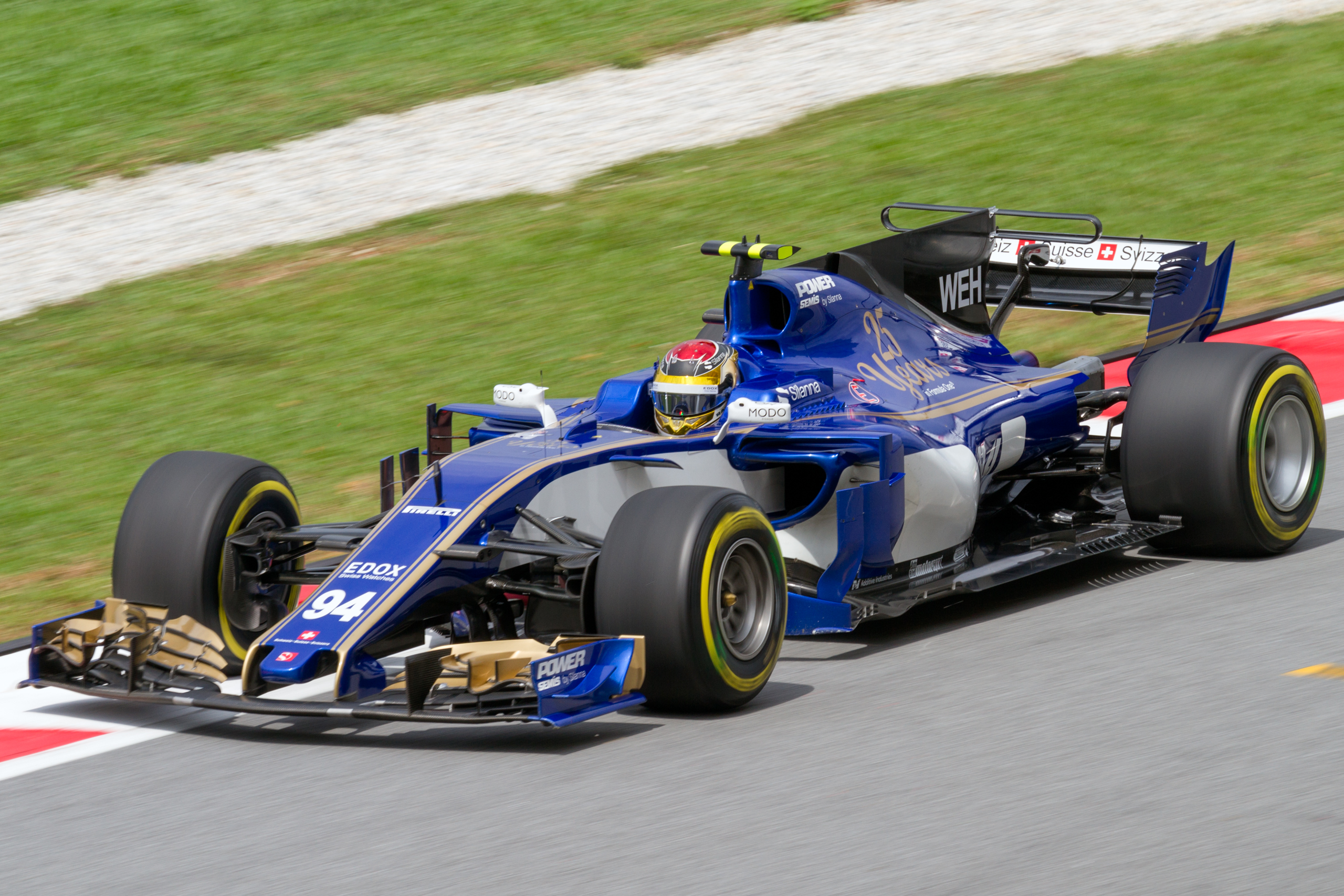
Pascal Wehrlein au Grand Prix automobile de Malaisie 2017.

| Pos.                                                                                      | Pilote            | Écurie               | Qualifications 1 | Qualifications 2 | Qualifications 3 |
| ----------------------------------------------------------------------------------------- | ----------------- | -------------------- | ---------------- | ---------------- | ---------------- |
| 1                                                                                         | Lewis Hamilton    | Mercedes             | 1 min 31 s 605   | 1 min 30 s 977   | 1 min 30 s 076   |
| 2                                                                                         | Kimi Räikkönen    | Ferrari              | 1 min 32 s 259   | 1 min 30 s 926   | 1 min 30 s 121   |
| 3                                                                                         | Max Verstappen    | Red Bull-TAG Heuer   | 1 min 31 s 920   | 1 min 30 s 931   | 1 min 30 s 541   |
| 4                                                                                         | Daniel Ricciardo  | Red Bull-TAG Heuer   | 1 min 32 s 416   | 1 min 31 s 061   | 1 min 30 s 595   |
| 5                                                                                         | Valtteri Bottas   | Mercedes             | 1 min 32 s 254   | 1 min 30 s 803   | 1 min 30 s 758   |
| 6                                                                                         | Esteban Ocon      | Force India-Mercedes | 1 min 32 s 527   | 1 min 31 s 651   | 1 min 31 s 478   |
| 7                                                                                         | Stoffel Vandoorne | McLaren-Honda        | 1 min 32 s 838   | 1 min 31 s 848   | 1 min 31 s 582   |
| 8                                                                                         | Nico Hülkenberg   | Renault              | 1 min 32 s 838   | 1 min 31 s 848   | 1 min 31 s 607   |
| 9                                                                                         | Sergio Pérez      | Force India-Mercedes | 1 min 32 s 768   | 1 min 31 s 484   | 1 min 31 s 658   |
| 10                                                                                        | Fernando Alonso   | McLaren-Honda        | 1 min 33 s 049   | 1 min 32 s 010   | 1 min 31 s 704   |
| 11                                                                                        | Felipe Massa      | Williams-Mercedes    | 1 min 32 s 267   | 1 min 32 s 034   |                  |
| 12                                                                                        | Jolyon Palmer     | Renault              | 1 min 32 s 576   | 1 min 32 s 100   |                  |
| 13                                                                                        | Lance Stroll      | Williams-Mercedes    | 1 min 33 s 000   | 1 min 32 s 307   |                  |
| 14                                                                                        | Carlos Sainz Jr.  | Toro Rosso-Renault   | 1 min 32 s 650   | 1 min 32 s 402   |                  |
| 15                                                                                        | Pierre Gasly      | Toro Rosso-Renault   | 1 min 32 s 457   | 1 min 32 s 558   |                  |
| 16                                                                                        | Romain Grosjean   | Haas-Ferrari         | 1 min 33 s 308   |                  |                  |
| 17                                                                                        | Kevin Magnussen   | Haas-Ferrari         | 1 min 33 s 434   |                  |                  |
| 18                                                                                        | Pascal Wehrlein   | Sauber-Ferrari       | 1 min 33 s 483   |                  |                  |
| 19                                                                                        | Marcus Ericsson   | Sauber-Ferrari       | 1 min 33 s 970   |                  |                  |
| Temps minimal à réaliser pour la qualification : 1 min 38 s 017 (107 % de 1 min 31 s 605) |                   |                      |                  |                  |                  |
| Nq.                                                                                       | Sebastian Vettel  | Ferrari              | Pas de temps     |                  |                  |

### Grille de départ du Grand Prix
- Les mécaniens de Ferrari n'ont eu que deux heures pour changer le moteur de la voiture de Sebastian Vettel après le problème rencontré à la fin de la troisième session d'essais libres. Quand il a pris la piste en qualifications, son turbocompresseur n'a pas fonctionné. Il est alors retourné au stands et n'a pu repartir avant la fin de la séance de 18 minutes. Sans temps, il est repêché par les commissaires de course qui l'autorisent à partir depuis la dernière place de la grille[13].
- Sebastian Vettel étant relégué en dernière position sur la grille de départ du Grand Prix, Ferrari profite de la situation en montant un nouveau groupe propulseur sur sa monoplace. Vettel prend le départ avec un ses cinquièmes moteur à combustion interne, turbocompresseur et MGU-H de la saison. Le remplacement de ces trois éléments au-delà du quota réglementaire vaut à Vettel d'être pénalisé d'un recul de 20 places, sanction sans importance puisque Vettel occupe déjà la dernière place sur la grille de départ[14].

## Course

### Classement de la course

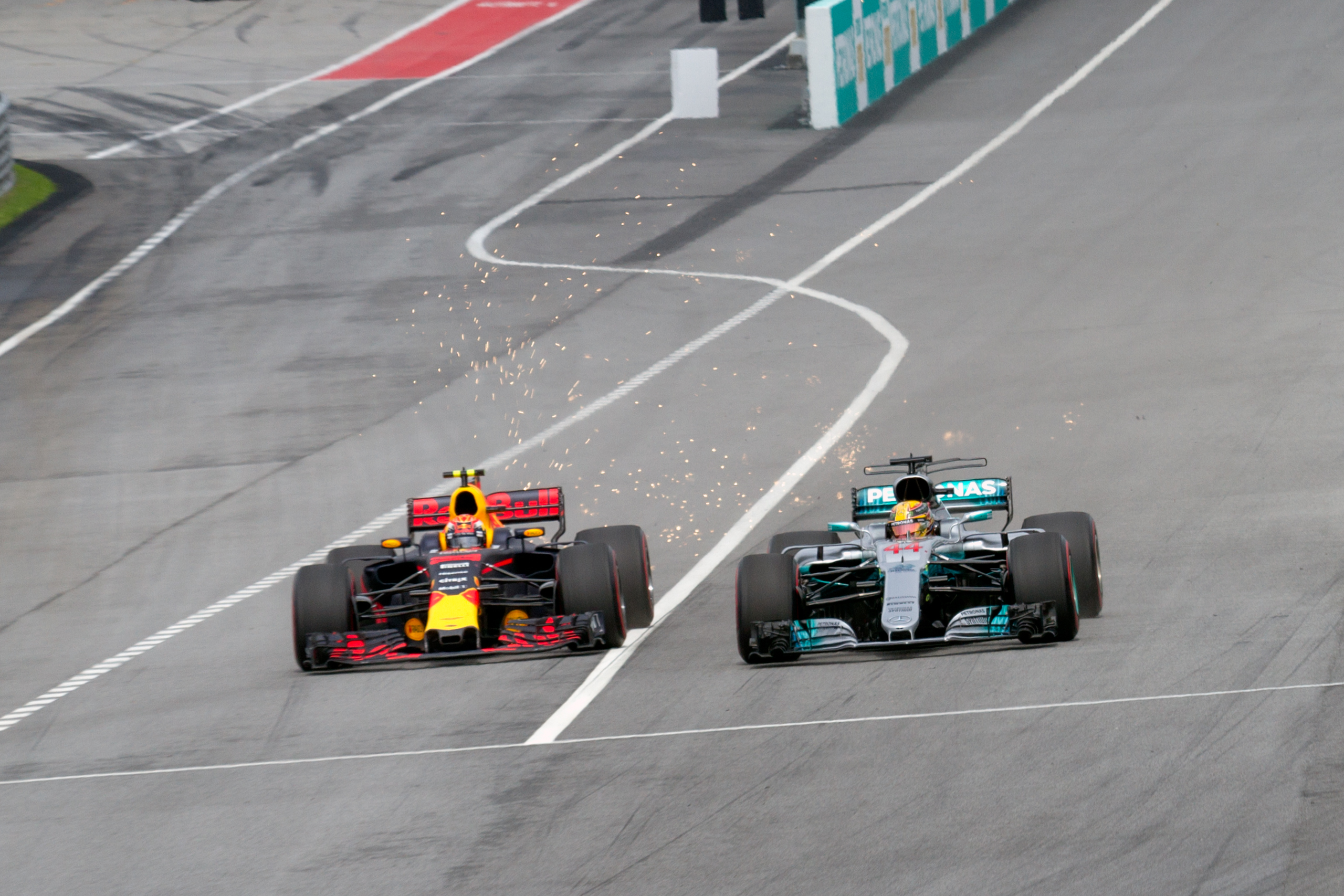
Max Verstappen dépassant Lewis Hamilton (1).

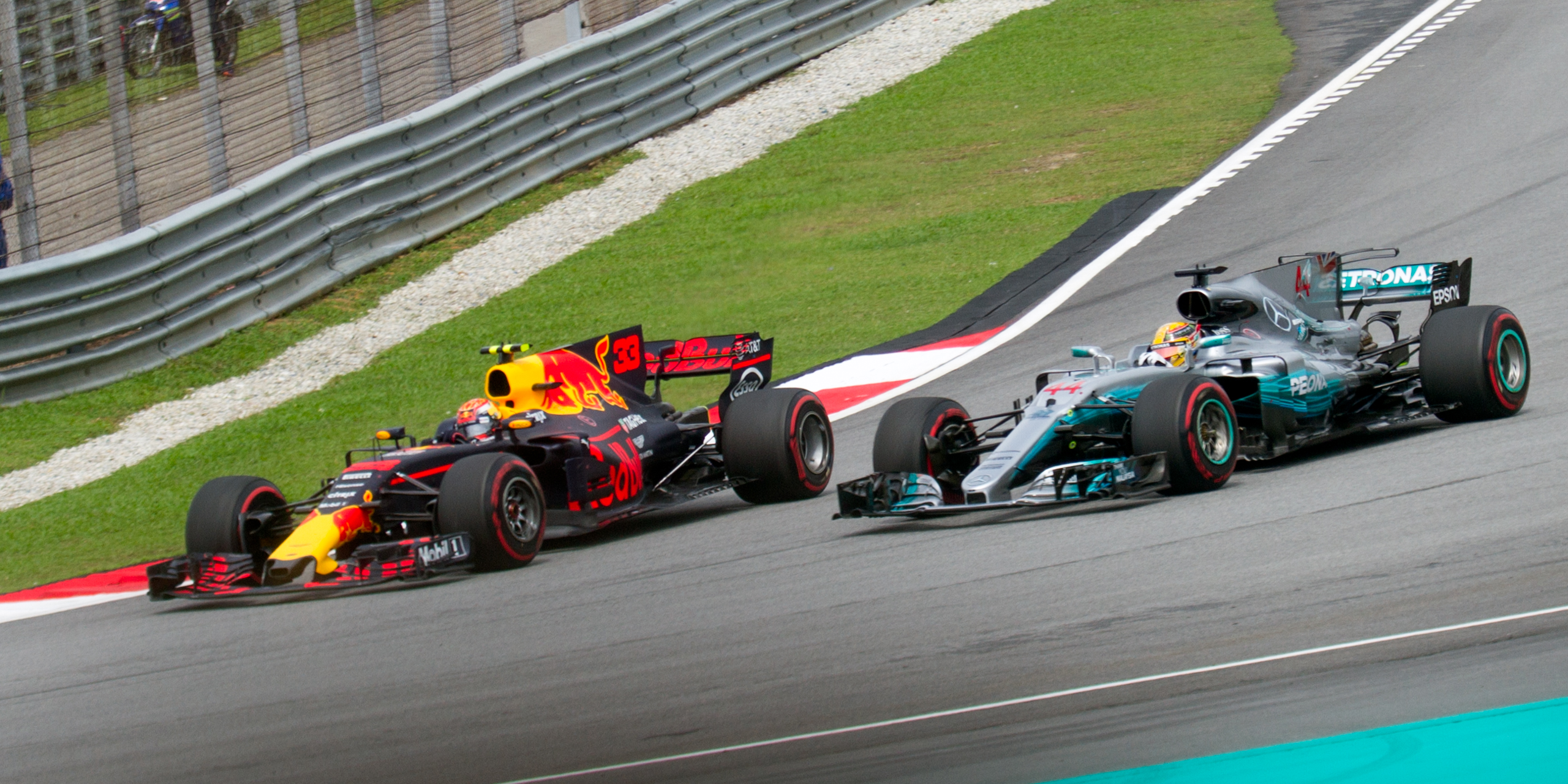
Max Verstappen dépassant Lewis Hamilton (2).

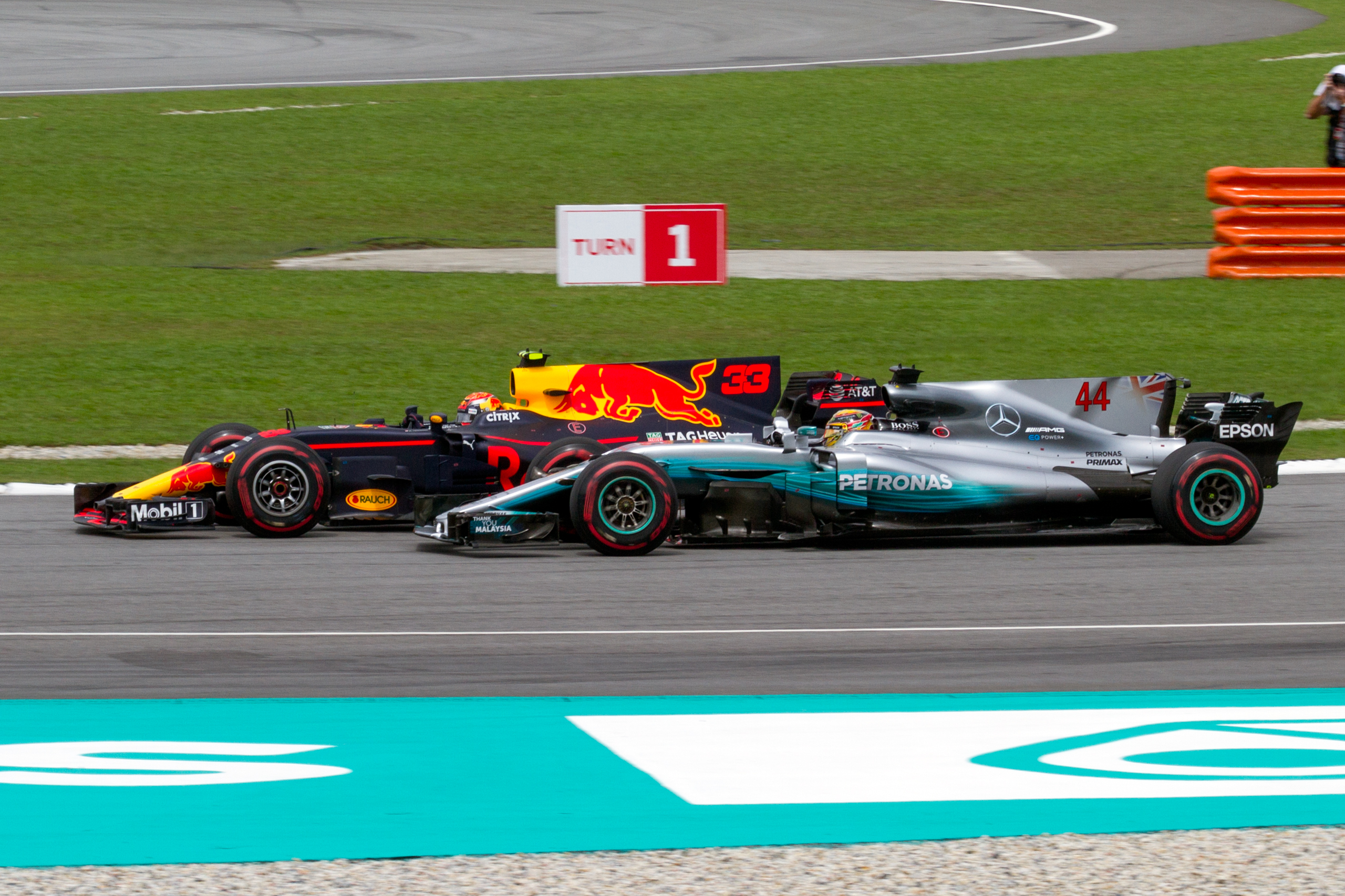
Max Verstappen dépassant Lewis Hamilton (3).

| Pos. | no | Pilote            | Écurie               | Tours | Temps/Abandon                      | Grille | Points |
| ---- | -- | ----------------- | -------------------- | ----- | ---------------------------------- | ------ | ------ |
| 1    | 33 | Max Verstappen    | Red Bull-TAG Heuer   | 56    | 1 h 30 min 01 s 290 (206,889 km/h) | 3      | 25     |
| 2    | 44 | Lewis Hamilton    | Mercedes             | 56    | + 12 s 770                         | 1      | 18     |
| 3    | 3  | Daniel Ricciardo  | Red Bull-TAG Heuer   | 56    | + 22 s 519                         | 4      | 15     |
| 4    | 5  | Sebastian Vettel  | Ferrari              | 56    | + 37 s 762                         | 20     | 12     |
| 5    | 77 | Valtteri Bottas   | Mercedes             | 56    | + 56 s 021                         | 5      | 10     |
| 6    | 11 | Sergio Pérez      | Force India-Mercedes | 56    | + 1 min 18 s 630                   | 9      | 8      |
| 7    | 2  | Stoffel Vandoorne | McLaren-Honda        | 55    | + 1 tour                           | 7      | 6      |
| 8    | 18 | Lance Stroll      | Williams-Mercedes    | 55    | + 1 tour                           | 13     | 4      |
| 9    | 19 | Felipe Massa      | Williams-Mercedes    | 55    | + 1 tour                           | 11     | 2      |
| 10   | 31 | Esteban Ocon      | Force India-Mercedes | 55    | + 1 tour                           | 6      | 1      |
| 11   | 14 | Fernando Alonso   | McLaren-Honda        | 55    | + 1 tour                           | 10     |        |
| 12   | 20 | Kevin Magnussen   | Haas-Ferrari         | 55    | + 1 tour                           | 17     |        |
| 13   | 8  | Romain Grosjean   | Haas-Ferrari         | 55    | + 1 tour                           | 16     |        |
| 14   | 10 | Pierre Gasly      | Toro Rosso-Renault   | 55    | + 1 tour                           | 15     |        |
| 15   | 30 | Jolyon Palmer     | Renault              | 55    | + 1 tour                           | 12     |        |
| 16   | 27 | Nico Hülkenberg   | Renault              | 55    | + 1 tour                           | 8      |        |
| 17   | 94 | Pascal Wehrlein   | Sauber-Ferrari       | 55    | + 1 tour                           | 18     |        |
| 18   | 9  | Marcus Ericsson   | Sauber-Ferrari       | 55    | + 1 tour                           | 19     |        |
| Abd. | 55 | Carlos Sainz Jr.  | Toro Rosso-Renault   | 29    | Perte de puissance                 | 15     |        |
| Np.  | 7  | Kimi Räikkönen    | Ferrari              | 0     | Batterie                           |        |        |

### Pole position et record du tour
- Pole position :  Lewis Hamilton (Mercedes) en 1 min 30 s 076 (221,553 km/h)[16].
- Meilleur tour en course : Sebastian Vettel en 1 min 34 s 080 (212,105 km/h) au quarante-et-unième tour[17].

### Tours en tête
- Lewis Hamilton (Mercedes) : 3 tours (1-3)[18].
- Max Verstappen (Red Bull-TAG Heuer) : 51 tours (4-27 / 30-56)
- Daniel Ricciardo (Red Bull-TAG Heuer) : 2 tours (28-29)

## Classements généraux à l'issue de la course
| Pos. | Pilote            | Écurie               | Points |
| ---- | ----------------- | -------------------- | ------ |
| 1    | Lewis Hamilton    | Mercedes             | 281    |
| 2    | Sebastian Vettel  | Ferrari              | 247    |
| 3    | Valtteri Bottas   | Mercedes             | 222    |
| 4    | Daniel Ricciardo  | Red Bull-TAG Heuer   | 177    |
| 5    | Kimi Räikkönen    | Ferrari              | 138    |
| 6    | Max Verstappen    | Red Bull-TAG Heuer   | 93     |
| 7    | Sergio Pérez      | Force India-Mercedes | 76     |
| 8    | Esteban Ocon      | Force India-Mercedes | 57     |
| 9    | Carlos Sainz Jr.  | Toro Rosso-Renault   | 48     |
| 10   | Nico Hülkenberg   | Renault              | 34     |
| 11   | Felipe Massa      | Williams-Mercedes    | 33     |
| 12   | Lance Stroll      | Williams-Mercedes    | 32     |
| 13   | Romain Grosjean   | Haas-Ferrari         | 26     |
| 14   | Stoffel Vandoorne | McLaren-Honda        | 13     |
| 15   | Kevin Magnussen   | Haas-Ferrari         | 11     |
| 16   | Fernando Alonso   | McLaren-Honda        | 10     |
| 17   | Jolyon Palmer     | Renault              | 8      |
| 18   | Pascal Wehrlein   | Sauber-Ferrari       | 5      |
| 19   | Daniil Kvyat      | Toro Rosso-Renault   | 4      |

| Pos. | Écurie               | Points |
| ---- | -------------------- | ------ |
| 1    | Mercedes             | 503    |
| 2    | Ferrari              | 385    |
| 3    | Red Bull-TAG Heuer   | 270    |
| 4    | Force India-Mercedes | 133    |
| 5    | Williams-Mercedes    | 65     |
| 6    | Toro Rosso-Renault   | 52     |
| 7    | Renault              | 42     |
| 8    | Haas-Ferrari         | 37     |
| 9    | McLaren-Honda        | 23     |
| 10   | Sauber-Ferrari       | 5      |

## Statistiques
Le Grand Prix de Malaisie 2017 représente :
- la 70e pole position de Lewis Hamilton[21],[22] ;
- la 2e victoire de Max Verstappen[23] ;
- la 54e victoire de Red Bull Racing en tant que constructeur[24] ;
- la 4e victoire pour Tag Heuer en tant que motoriste[25].

Au cours de ce Grand Prix 
- Sebastian Vettel améliore le record du tour en course que Juan Pablo Montoya détenait depuis 2004[26],[27] ;
- Lewis Hamilton marque des points pour la vingtième fois consécutive[28] ;
- Sebastian Vettel est élu « Pilote du jour » lors d'un vote organisé sur le site officiel de la Formule 1[29] ;
- Danny Sullivan (15 Grands Prix chez Tyrrell Racing en 1983, 2 points, vainqueur des 500 miles d'Indianapolis 1985 et champion CART en 1988) a été nommé par la FIA conseiller pour aider dans leurs jugements le groupe des commissaires de course[30].